# Comptoniella
Comptoniella is een geslacht van vliesvleugeligen uit de familie Pteromalidae. De wetenschappelijke naam van dit geslacht is voor het eerst geldig gepubliceerd in 1992 door Wiebes.

## Soorten
Het geslacht Comptoniella is monotypisch en omvat slechts de volgende soort:
- Comptoniella vannoorti Wiebes, 1992